# Партизанский (Алтайский край)
Партиза́нский — посёлок в Солонешенском районе Алтайского края. Входит в состав Сибирячихинского сельсовета.

## История
Посёлок образован как Партизанская ферма совхоза «Сибирячихинский».

## Население
| 1997 | 1998 | 1999 | 2000 | 2001 | 2002 |
| ---- | ---- | ---- | ---- | ---- | ---- |
| 11   | ↘9   | ↗12  | ↘8   | ↗10  | ↘9   |
| 2003 | 2004 | 2005 | 2006 | 2007 | 2008 |
| ↘5   | ↘3   | →3   | ↘2   | ↗3   | ↘2   |
| 2010 |      |      |      |      |      |
| ↘0   |      |      |      |      |      |

Национальный состав
Согласно результатам переписи 2002 года, в национальной структуре населения русские составляли 100 %.